# ベッツドルフ (ドイツ)
ベッツドルフ (独: Betzdorf)はドイツ連邦共和国 ラインラント＝プファルツ州北部にある市。アルテンキルヒェン郡にある。ジーク川沿いにあり、ジーゲンの南西約15kmに位置する。
ベッツドルフ連合自治体 (独: Verbandsgemeinde Betzdorf) の行政庁所在地でもある。
またケルン-ジーゲン間を結ぶジーク鉄道、ベッツドルフ-ハイガー間を結ぶハイガー渓谷鉄道およびダアーデン渓谷鉄道の操車場がある。